# Hergnies
Hergnies – miejscowość i gmina we Francji, w regionie Hauts-de-France, w departamencie Nord.
Według danych na rok 1990 gminę zamieszkiwało 3696 osób, a gęstość zaludnienia wynosiła 344 osób/km² (wśród 1549 gmin regionu Nord-Pas-de-Calais Hergnies plasuje się na 239. miejscu pod względem liczby ludności, natomiast pod względem powierzchni na miejscu 281.).